# Droga wojewódzka nr 398
Droga wojewódzka nr 398 (DW398) – droga wojewódzka o długości 6 km łącząca DK25 ze Złotnik Kujawskich, do DW399 w m. Liszkowo.

## Miejscowości leżące przy trasie DW398
- Złotniki Kujawskie
- Niszczewice
- Liszkowo